# Národní přírodní památka (Slovensko)
Národní přírodní památka je jedinečná přírodní památka, která představuje součást nejvýznamnějšího přírodního dědictví státu, kterou může Ministerstvo životního prostředí Slovenské Republiky stanovit obecně závazným právním předpisem za národní přírodní památku (zkratka NPP).
V národní přírodní památce platí obecně IV. stupeň ochrany nebo V. stupeň ochrany.